# D.M. Dassanayake
D M Dassanayake, död 8 januari 2008, var lankesisk infrastrukturminister. Han utsattes för ett bombattentat och avled senare på sjukhus.